# Brenda Lee (album)
| Recensione | Giudizio |
| ---------- | -------- |
| AllMusic   | [ 1 ]    |

Brenda Lee è il secondo album di Brenda Lee, pubblicato dalla Decca Records nell'agosto 1960. I brani del disco furono registrati al Bradley Film & Recording Studio di Nashville, Tennessee (Stati Uniti), nelle date indicate nella lista tracce.

## Tracce
Lato A
1. Dynamite – 1:56 (Mort Garson, Tom Glazer) – Registrato il 28 marzo 1960
2. Weep No More My Baby – 2:50 (John D. Loudermilk, Marijohn Wilkin) – Registrato il 13 agosto 1959
3. Jambalaya – 2:43 (Hank Williams) – Registrato il 28 marzo 1960
4. (If I'm Dreaming) Just Let Me Dream – 2:47 (Charles Singleton) – Registrato il 13 agosto 1959
5. Be My Love Again – 2:36 (Chuck Taylor) – Registrato il 28 marzo 1960
6. My Baby Likes Western Guys – 2:12 (Jackie Dee) – Registrato il 15 maggio 1958

Lato B
1. Sweet Nothin's – 2:22 (Ronnie Self) – Registrato il 13 agosto 1959
2. I'm Sorry – 2:39 (Dubb Albritton, Ronnie Self) – Registrato il 13 agosto 1959
3. That's All You Gotta Do – 2:26 (Jerry Reed) – Registrato il 27 marzo 1960
4. Heading Home – 2:37 (Buck Ram) – Registrato il 19 ottobre 1958
5. Wee Wee Willies – 2:05 (Ronnie Self) – Registrato il 28 marzo 1960
6. Let's Jump the Broomstick – 2:32 (Charles Robins) – Registrato il 19 ottobre 1958

## Musicisti
A1, A3, A5 e B5
- Brenda Lee - voce solista
- Hank Garland - chitarra
- Grady Martin - chitarra
- Floyd Cramer - pianoforte
- Boots Randolph - sassofono
- Sconosciuti - sezione strumenti ad arco
- Harold Bradley - chitarra-basso
- Bob Moore - contrabbasso
- Buddy Harman - batteria
- Anita Kerr Singers - accompagnamento vocale, cori

A2, A4, B1 e B2
- Brenda Lee - voce solista
- Hank Garland - chitarra
- Grady Martin - chitarra
- Floyd Cramer - pianoforte
- Boots Randolph - sassofono
- Harold Bradley - chitarra basso
- Bob Moore - contrabbasso
- Buddy Harman - batteria
- Anita Kerr Singers - accompagnamento vocale, cori

A6
- Brenda Lee - voce solista
- Hank Garland - chitarra
- Grady Martin - chitarra
- Buddy Emmons - chitarra steel
- Floyd Cramer - pianoforte
- Harold Bradley - chitarra-basso
- Bob Moore - contrabbasso
- Buddy Harman - batteria
- Anita Kerr Singers - accompagnamento vocale, cori

B3
- Brenda Lee - voce solista
- Hank Garland - chitarra
- Grady Martin - chitarra
- Floyd Cramer - pianoforte
- Boots Randolph - sassofono
- Sconosciuti - sezione strumenti ad arco
- Harold Bradley - chitarra-basso
- Bob Moore - contrabbasso
- Buddy Harman - batteria
- Anita Kerr Singers - accompagnamento vocale, cori

B4 e B6
- Brenda Lee - voce solista
- Hank Garland - chitarra
- Harold Bradley - chitarra
- Floyd Cramer - pianoforte
- Boots Randolph - sassofono
- Bob Moore - contrabbasso
- Douglas Kirkham - batteria
- Anita Kerr Singers - accompagnamento vocale, cori